# Cosgabar
Cosgabar ou Cosgueber (em acádio: 𒋡𒍑𒃮𒊑; romaniz.: Qaušgabri; em edomita: 𐤒‬𐤅‬𐤎𐤂‬𐤁‬𐤓; romaniz.:‬ Qāws-geber, que pode significar "[o deus] Cos é meu campeão" ou "[o deus] Cos é poderoso") foi um rei de Edom (Udumi) na década de 680 a.C., mencionado duas vezes nas inscrições assírias em contextos datados entre 673 e 667 a.C.
Cosgabar foi vassalo dos reis assírios Assaradão (r. 680–669 a.C.) e Assurbanípal (r. 669–631 a.C.). Ele prestou homenagem ao rei Assaradão junto com Manassés de Judá, Musuri de Moabe e outros reis do Levante. Eles enviam materiais de construção para Nínive.
Seu nome é mencionado numa impressão de selo de argila descoberta em Umel Biara, na Jordânia. Sua inscrição, que foi restaurada como “pertencente a Cosgabar, rei de Edom”, foi datada com bases paleográficas dos primeiros três quartos do século VII a.C. É possível, embora não seja certo, que o nome seja o mesmo que o de Qaušgabri, rei de Edom, conhecido nos anais dos reis Assaradão (datado de 673 a.C.) e Assurbanípal (datado de 667 a.C.), o que forneceria um encontro. A identificação é plausível, mas não se pode ignorar que a bula pode se referir a outro Cosgabar, rei de Edom, mais tarde no século VII a.C., visto que nenhum nome de reis edomitas foi atestado nos anais assírios após 667 a.C. No entanto, uma data dentro dos primeiros três quartos do século VII a.C. é certa.